# Полторанин, Алексей Юрьевич
Алексей Юрьевич Полторанин (род. 29 апреля 1987, Лениногорск, Восточно-Казахстанская область) — казахстанский лыжник, двукратный бронзовый призёр чемпионата мира 2013 года. Заслуженный мастер спорта Республики Казахстан.
Жена — биатлонистка Ольга Полторанина (Дудченко), сын Евгений (род. 2009).

## Спортивная карьера

### Олимпийские игры
Полторанин четырежды представлял Казахстан на Олимпийских играх: в 2006 году в Турине, в 2010 году в Ванкувере, в 2014 году в Сочи и в 2018 году в Пхёнчхане. В Турине Полторанин принял участие в гонке на 15 км классическим стилем, заняв 39-е место. В Ванкувере Полторанин выступал в трёх дисциплинах, продемонстрировав отличные результаты. Если в гонке на 15 километров свободным стилем он занял 14-е место, то в индивидуальном и командном спринте он поднялся уже на пятую итоговую позицию.

### Чемпионаты мира
Принимал участие в пяти чемпионатах мира. В 2007 году японском Саппоро был 17-м в спринте. В гонке преследования был 32-м. Выступление казахстанской команды в эстафете позволило ей стать лишь 7-й. Чешский Либерец, где проходил чемпионат мира в 2009 году, был вторым чемпионатом Алексея Полторанина. Он вышел на старт в пяти дисциплинах. На дистанции 15 км классическим стилем он показал 16-й результат. На дистанции 30 км смешанным стилем он был лишь 49-м. В спринте он оказался 45-м. В командном спринте — 7-е место (в паре с Николаем Чеботько). А в эстафете казахстанцы замкнули десятку. В 2011 году в Осло стал 31-м в классике на дистанции 15 км. Пара Полторанин-Чеботько становится шестой. А эстафетная четвёрка оказывается лишь 13-й. В первой гонке на чемпионате мира 2013 года в итальянском Валь-ди-Фьемме в индивидуальном спринте Алексей был вторым в квалификации, победил в своём четвертьфинальном заезде, но в полуфинале из-за сломанной палки потерял время на старте и не попал в финальный заезд. Через день Алексей, выступая уже в командном спринте вместе с Николаем Чеботько, блестяще пройдя всё сито квалификации, добрался до финального забега. Всю гонку казахстанцы держались в голове группы. На последний круг Полторанин вышел первым, однако, на финише его обошли россияне и шведы. Казахстанцы остались с бронзовыми наградами. В гонке на 50 км классическим ходом Полторанин в финишном створе опередил россиянина Александра Легкова и вновь завоевал бронзовую медаль.

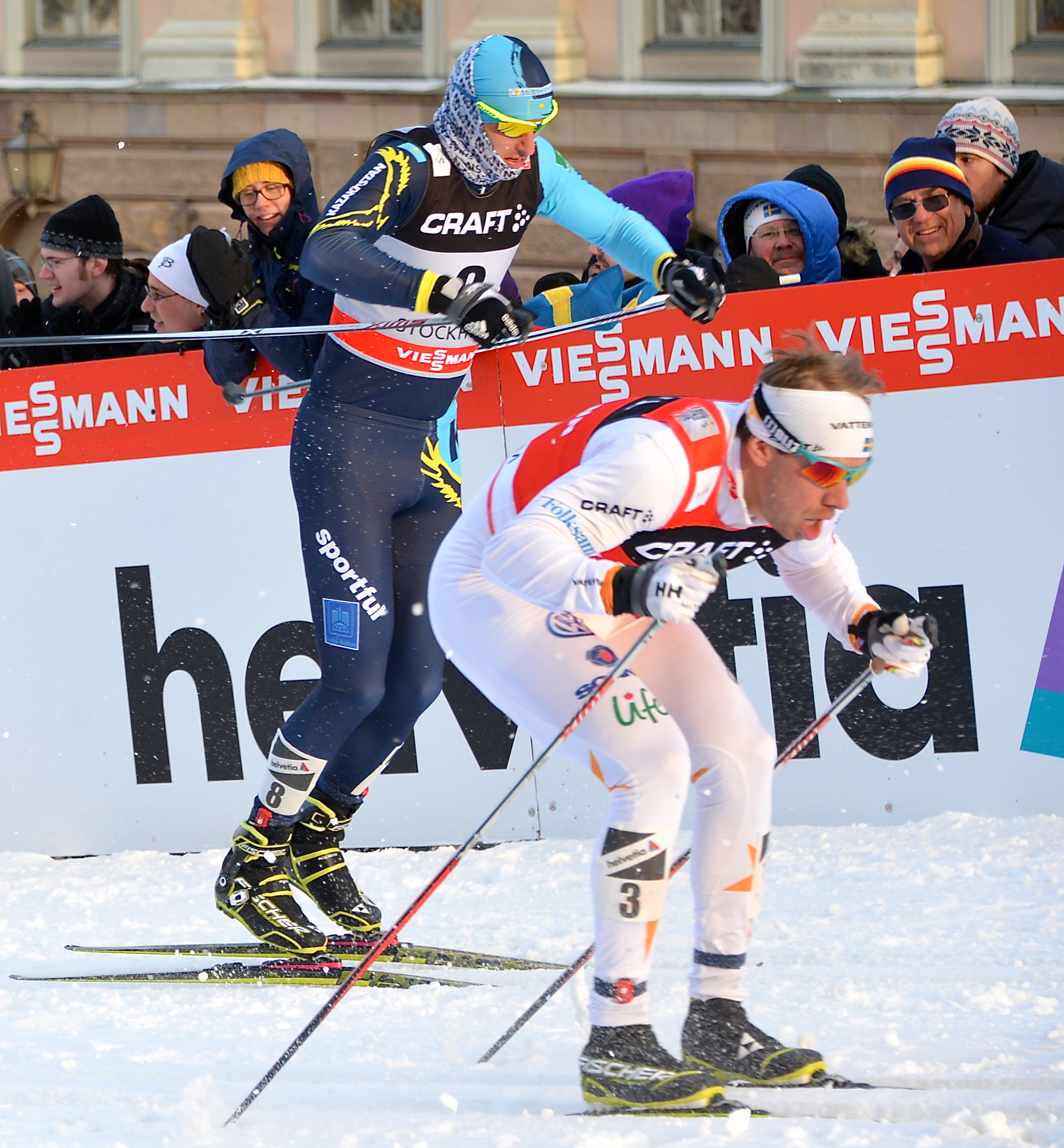
Алексей Полторанин и Эмиль Йёнссон на этапе Кубка мира в Стокгольме, Швеция. 20 марта 2013 года

### Зимние Азиатские игры
В 2007 году на зимних Азиатских играх в китайском Чанчуне завоевал серебро в спринте. В 2011 году на соревнованиях по лыжным гонкам на домашних зимних Азиатских играх, которые проходили в Астане и Алма-Ате, Алексей Полторанин завоевал четыре золотые и одну бронзовую медали, став таким образом наиболее титулованным атлетом этих Игр.

### Кубок мира
Свою первую победу на этапе Кубке мира одержал в 2010 году, выиграв гонку на 15 км с раздельного старта на втором этапе Кубка мира в швейцарском Давосе. Полторанин, специализирующийся на спринте и до этого проявлявший себя как хороший дистанционщик в гонках протяжённостью не больше 10 км, совершил настоящую сенсацию. В сезоне 2011-2012 одержал одну победу, выиграв 15 км гонку преследования в финском Куусамо на открытии сезона. Также выиграл бронзу в гонке на 15 км масс стартом в словенской Рогле. В сезоне 2012-2013 года лидер сборной Казахстана стал вторым в гонке на 15 км свободным стилем в шведском Елливаре, где прошёл первый этап Кубка мира. Также в начале сезона 2012/13 Полторанин успел побывать лидером общего зачёта. На престижной многодневке Тур де Ски Полторанин победил на двух классических этапах в Италии. На этапе кубка мира в Ла Клюза Алексей выиграл 15 км масс-старт классикой. Также выиграл классический спринт на этапе кубка мира в Давосе. Далее на этапах Кубка Мира в Лахти и Драммене стал вторым, в обоих случаях уступив Петтеру Нортугу.
В генеральной классификации занимал:
- сезон 2011/2012 — 26-е место (368 очков)
- сезон 2012/2013 — 4-е место (995 очков)

Использует лыжи производства фирмы Fischer, ботинки Alpina.

## Достижения
Чемпионаты мира
2013 — Валь-ди-Фьемме  3-й, 50 км масс старт классическим стилем
2013 — Валь-ди-Фьемме  3-й, командный спринт свободным стилем (вместе с Чеботько)
Юниорские чемпионаты мира
2004 —  Стрюн  1-й, эстафета 4×10 км (вместе с Кошевым / Черепановым / Сафоновым)
2007 —  Тарвизио  2-й, 10 км свободным стилем
Молодёжные чемпионаты мира
2008 —  Маллес-Веноста  2-й, 15 км классическим стилем
2009 —  Пра-де-Лис  2-й, 15 км свободным стилем
Зимние Азиатские игры
2007 —  Чанчунь  2-й, спринт свободным стилем
2011 —  Алма-Ата  1-й, спринт классическим стилем
2011 —  Алма-Ата  1-й, командный спринт свободным стилем (вместе с Чеботько)
2011 —  Алма-Ата  3-й, 10 км индивидуальная гонка классическим стилем
2011 —  Алма-Ата  1-й, 30 км масс старт классическим стилем
2011 —  Алма-Ата  1-й, эстафета 4×10 км (вместе с Черепановым / Чеботько / Величко)
Этапы Кубка Мира
2010 —  Куусамо  2-й, спринт классическим стилем
2010 —  Давос  1-й, 15 км индивидуальная гонка классическим стилем
2011 —  Куусамо  1-й, 15 км гонка гандикап классическим стилем
2011 —  Рогла  3-й, 15 км масс старт классическим стилем
2012 —  Елливаре  2-й, 15 км индивидуальная гонка свободным стилем
2013 —  Ла-Клюз  1-й, 15 км масс старт классическим стилем
2013 —  Давос  1-й, спринт классическим стилем
2013 —  Лахти  2-й, 15 км индивидуальная гонка классическим стилем
2013 —  Драммен  2-й, спринт классическим стилем
2013 —  Лиллехамер  2-й, 15 км индивидуальная гонка классическим стилем
2018 —  Планица  1-й, 15 км масс старт классическим стилем
Этапы Тур де Ски
2013 —  Доббьяко  1-й, 5 км индивидуальная гонка классическим стилем
2013 —  Валь-ди-Фьемме  1-й, 15 км масс старт классическим стилем
2014 —  Ленцерхайде  1-й, 15 км масс старт классическим стилем
2015 —  Доббиако  1-й, 10 км индивидуальная гонка классическим стилем
2017 —  Ленцерхайде  2-й, 15 км масс старт классическим стилем
2018 —  Валь-ди-Фьемме  1-й, 15 км масс старт классическим стилем

## Допинговый скандал
27 февраля 2019 года в Австрии, где проходил чемпионат мира по лыжным видам спорта, был задержан полицией по подозрению в допинговых манипуляциях. Позднее, 28 февраля, был освобождён из австрийской тюрьмы после признания в применении кровяного допинга. В результате скандала Международная федерация лыжного спорта временно отстранила спортсмена.
В ноябре 2019 года дисквалифицирован на 4 года за применение кровяного допинга на чемпионате мира.

## Награды
- Почётный знак «За заслуги в развитии физической культуры, спорта и туризма» (26 ноября 2015 года, Межпарламентская ассамблея СНГ) — за значительный вклад в развитие физической культуры, спорта и туризма в государствах — участниках Содружества Независимых Государств, реализацию идей сотрудничества в сфере физической культуры, спорта и туризма[14]